# Borestang
En borestang er et stykke værktøj der anvendes på træskibsværfter til boring af lange huller med meget stor diameter, fx stævnrør og klyds. Borestangen består af et stykke akselstål af passende længde (op til flere meter!), hvorpå der kan sættes et antal boreknive. 
Før borestangen kan bruges skal der forbores et hul i stævnen, hvorefter den føres igennem hullet og centreres nøjagtigt og hænges op ved hjælp af mindst to lejebukke med tilhørende lejer, der fastgøres både udvendig og indvendig på stævnen. Hvis borstangen drives med håndkraft – ved hjælp af et håndsving – placeres indvendig et fremtræk i form af en spindel, der kobles til borestangen, eller borestangen er på de første par meter forsynet med skruegang, der hviler i en form for todelt møtrik som kan åbnes når stangen skal trækkes tilbage.
Efterhånden som hullet udvides, udskiftes stangen med en der har større diameter for at bevare stivheden i den. De boreknive der anvendes kan have forskellig udformning, men fælles for dem alle er, at de stikkes gennem et hul i borestangen og fastgøres ved hjælp af en pinolskrue. Det er muligt at sætte flere boreknive på en borestang; i så fald sættes de mere og mere for bagtil, sådan at hullet bliver større og større efterhånden som borestangen når igennem stævnhullet. Det må dog lige indskydes, at boreknivene aldrig sættes mere end ca 1/16" for, da det ellers ikke er muligt at trække stangen rundt, ikke mindst da knivene skal arbejde både på langs af træets fibre og i endetræ.
Centreringen af borestangen foregår altid i samarbejde med en ingeniør fra motorfabrikken, der også leverer og monterer skrueakselen.

## Ekstern henvisning
http://www.baskholm.dk/haandbog/haandbog.html Arkiveret 16. september 2008 hos  Wayback Machine